# Acido arginilglicilaspartico
L'acido arginilglicilaspartico (RGD) è un comune motivo peptidico responsabile dell'adesione cellulare alla matrice extracellulare (ECM). Esso è presente in numerose specie che vanno dalla Drosophila all'uomo. Le proteine di adesione cellulare, generalmente chiamate integrine, riconoscono questa sequenza e vi si legano. Ciò è dovuto al fatto che numerose proteine della matrice esibiscono tale sequenza, tra cui in particolare fibronectina, fibrinogeno, vitronectina, osteopontina.

## Scoperta
L'RGD è stato inizialmente identificato da Ruoslahti e Pierschbacher nei primi anni '80 come sequenza minima di riconoscimento della fibronectina per l'attaccamento cellulare. Questi studi di base hanno anche identificato i recettori cellulari deputati al riconoscimento della sequenza. Proprio questi recettori furono in seguito chiamati integrine. Il motivo RGD viene esibito in modi leggermente diversi da ogni proteina, rendendo così possibile distinguere selettivamente le singole proteine di adesione.

## Uso nello sviluppo di medicinali
La comprensione delle basi molecolari su cui si fonda il legame RGD-integrine ha consentito lo sviluppo di numerosi farmaci per combattere malattie cardiovascolari e il cancro, tra cui eptifibatide, tirofiban, cilengitide e il flotriclatide radiotracciante PET.
L'eptifibatide e il tirofiban sono farmaci anti-coagulanti indicati per prevenire la trombosi nelle sindromi coronariche ischemiche acute. Essi bloccano l'attivazione dell'integrina responsabile dell'aggregazione delle piastrine (αIIbβ3, nota anche come glicoproteina IIb/IIIa). L'eptifibatide (commercializzato sotto il nome di Integrilin) è un peptide ciclico di sette aminoacidi, mentre il tirofiban è una piccola molecola progettata per imitare la chimica e l'affinità di legame della sequenza RGD.
La cilengitide, un tetrapeptide ciclico (RGDfV), è al contrario un farmaco ancora sperimentale, progettato per bloccare la crescita di nuovi vasi sanguigni nei tumori interferendo con l'attivazione dell'integrina αVβ3. È stato valutato anche per il trattamento del glioblastoma, ma, come nel caso di altre terapie anti-angiogeniche, non ha dimostrato di alterare la progressione o migliorare la sopravvivenza da solo o in combinazione con trattamenti standard.
Il fluciclatide è un piccolo peptide marcato con 18F che si lega all'integrina αVβ3 e all'integrina αVβ5. Attualmente, è in fase di sperimentazione come strumento per monitorare la risposta tumorale alle terapie anti-angiogeniche.

## Uso in bioingegneria
I peptidi basati sulla sequenza RGD hanno trovato molte applicazioni nella ricerca biologica e nello sviluppo di dispositivi medici. Sono attualmente in commercio piastre di coltura rivestite con peptidi che imitano i motivi di adesione delle proteine ECM, limitando così la differenziazione delle cellule staminali e progenitrici. Sono in fase di studio impianti medici rivestiti con RGD che sembra migliorino l'attaccamento delle cellule endoteliali, contribuendo così a ridurre gli effetti di rigetto. RGD è anche uno strumento universalmente utilizzato nella costruzione di materiali "intelligenti" multifunzionali, come ad esempio le nanoparticelle per il trattamento delle cellule tumorali.